# 安四面銅鉱
安四面銅鉱（あんしめんどうこう、Tetrahedrite）は、銅やアンチモン、硫黄を主成分とし、鉄、亜鉛、砒素などを含む銅の硫化鉱物。アンチモンより砒素が多いものは砒四面銅鉱となり、組成が連続する（これらを日本では「四面銅鉱」と総称する）。肉眼で両者の区別は困難。亜鉛が多くなると条痕が赤褐色になる。銀を含むものもある。学名、和名共に結晶が正四面体になることに由来するが、不定形のものも多い。
「四面銅鉱」は、成分が複雑なため様々な名称で呼ばれていたが、「四面銅鉱グループ」として命名規約が確立されたのに伴い、未承認のものを含めても30種近くに分類されている。このうち、「安四面銅鉱サブグループ」としては、鉄、水銀、マンガン、ニッケル、亜鉛を含むものが承認されている（和名は「○○安四面銅鉱」、学名は「Tetrahedrite (○○)」）。